# Estação Quevedo
Quevedo é uma estação da Linha 2 do Metro de Madrid.

## História
A estação foi inaugurada em 21 de outubro de 1925.